# Woke

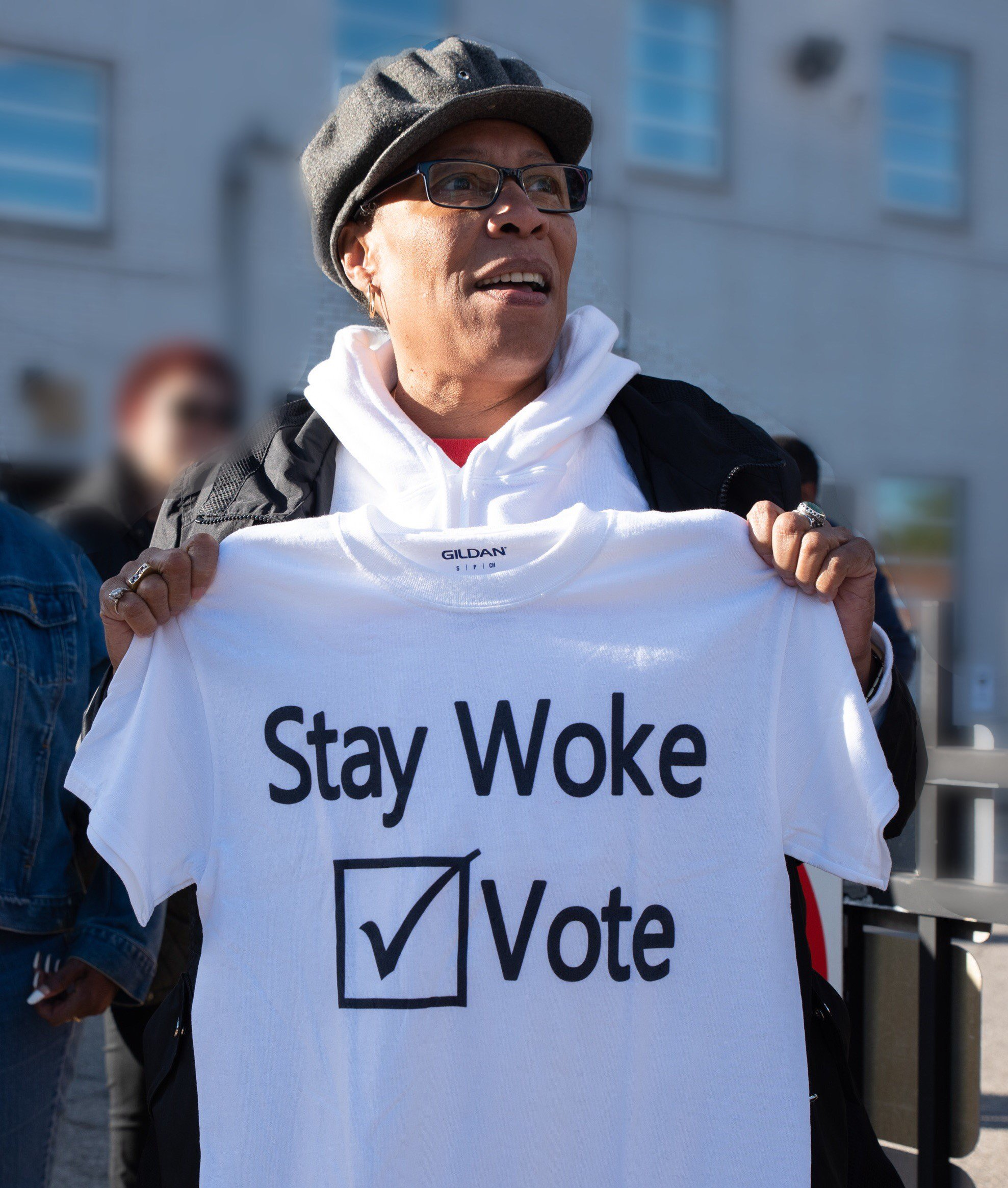
Marcia Fudge amerikai lakásügyi és városfejlesztési miniszter, 2018-ban

A woke az amerikai angol nyelv afroamerikai nyelvjárásából (AAVE) származó melléknév, amelyet eredetileg a faji előítéletekkel és diszkriminációval szembeni éberség kifejezésére használtak, már az 1930-as években vagy még korábban is, gyakran a stay woke („maradj éber”) kifejezés részeként. A szó a 2010-es évekre jelentésében kibővült, és más társadalmi egyenlőtlenségek, például a szexizmus és az LMBTQ-személyek jogainak megtagadása iránti tudatosságot is magában foglalja. 
Ezek mellett mára az amerikai baloldal bizonyos identitáspolitikai és társadalmi igazságossággal kapcsolatos téziseinek összefoglaló elnevezéseként is használják, például a „fehér kiváltság” vagy a rabszolgaságért járó kárpótlás eszméjére.
A kifejezés politikai töltetet a 1970-es évekre nyert, majd a 2010-es években vált szélesebb körben ismertté a #staywoke hashtag révén. A 2014-es fergusoni tiltakozások idején a stay woke kifejezést a Black Lives Matter (BLM) aktivistái tették népszerűvé, hogy felhívják a figyelmet az afroamerikaiakat érintő rendőri lövöldözésekre. A Black Twitter közegében terjedve egyre inkább átvették fehér emberek is, hogy jelezzék támogatásukat a progresszív ügyek mellett. A szó különösen a milleniálok és a Z generáció körében lett elterjedt, és 2017-ben bekerült az Oxford English Dictionary-be is.
2019 óta a woke kifejezést a politikai jobboldal és egyes centrista szereplők gyakran gúnyos, pejoratív értelemben használják, hogy lejárassák a baloldali és progresszív mozgalmakat, azokat felszínesnek és őszintétlennek beállítva, „színlelt aktivizmusként” (performative activism) ábrázolva. Különösen gyakran használják a sokszínűség, egyenlőség és befogadás (diversity, equity, inclusion) politikáinak bírálatára. Egyes baloldaliak is kritizálják a wokeness-t, mivel szerintük gátolja a munkásosztály szolidaritását. Az utóbbi években megjelentek a woke-washing és woke capitalism kifejezések is, amelyek a politikailag progresszív üzeneteket pusztán anyagi haszonszerzés céljából alkalmazó vállalatokat és márkákat bírálják.

## Eredete és használata
Az afroamerikai angol egyes változataiban a woke szót használják a woken (a „wake” múlt idejű befejezett melléknévi igeneve) helyett.  Ez vezetett oda, hogy a woke melléknévként az awake („ébren lévő”) megfelelőjeként terjedt el, és az Egyesült Államokban mára köznyelvivé vált.
Nem tudni pontosan, mikor kezdték az ébrenlétet a politikai részvétel és aktivizmus metaforájaként használni, de az Egyesült Államokban egy korai példa erre a Wide Awakes nevű félkatonai ifjúsági szervezet volt, amely 1860-ban alakult a connecticuti Hartfordban, hogy támogassa a republikánus jelöltet, Abraham Lincolnt az 1860-as elnökválasztáson. A helyi csoportok a következő hónapokban gyorsan elterjedtek az északi városokban, és „hatalmas népi lelkesedést váltottak ki” a választás körül. A mozgalom politikai militánssága azonban sokakat aggasztott a déliek közül, akik a Wide Awakes tevékenységében a republikánus, északi politikai agressziótól való félelmeik igazolását látták. Az abolicionizmus melletti kiállásuk, valamint az a tény, hogy több fekete férfi is részt vett a Massachusetts állambeli Wide Awakes felvonulásán, valószínűleg tovább növelte ezt az aggodalmat.

### 20. század

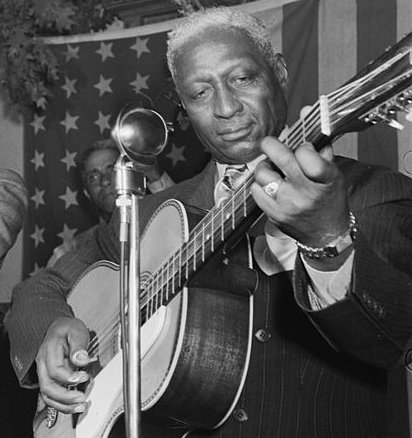
A népdalénekes és dalszerző Lead Belly használta a „stay woke” kifejezést a Scottsboro Boys című dalának egyik felvételén.

A wokeness mint a fekete politikai tudatosság fogalma egyik legkorábbi ismert példája a jamaikai filozófustól és társadalmi aktivistától, Marcus Garvey-től származik, aki 1923-ban ezt írta: „Ébredj, Etiópia! Ébredj, Afrika!”
Garvey 1923-as aforizma-, eszme- és írásgyűjteménye is alkalmazta ezt a metaforát az alábbi epigrammában: „Ébredj, Etiópia! Ébredj, Afrika! Dolgozzunk együtt az egyetlen, dicsőséges célért: egy szabad, megváltott és hatalmas nemzetért. Legyen Afrika fénylő csillag a nemzetek csillagképe között.”
Az amerikai fekete népdalénekes-dalszerző Huddie Ledbetter, azaz Lead Belly, a „stay woke” kifejezést a Scottsboro Boys című 1938-as felvételének utószavában is használta. A dal kilenc fekete tinédzser és fiatal férfi történetét meséli el, akiket 1931-ben hamisan vádoltak meg két fehér nő megerőszakolásával Alabamában. A felvételen Lead Belly elmondja, hogy találkozott a vádlottak ügyvédjével és magukkal a fiúkkal is, majd így fogalmazott: „Azt tanácsolom mindenkinek, legyenek óvatosak, amikor arrafelé (Scottsboro) mennek – a legjobb, ha éberek maradnak, tartsák nyitva a szemüket.” A Vox újságírója, Aja Romano szerint ez a használat a fekete amerikaiak azon szükségletét tükrözi, hogy tudatában legyenek a faji indíttatású fenyegetéseknek és a fehér Amerika által jelentett lehetséges veszélyeknek.
A 20. század közepére a woke jelentése „jól informált” vagy „tudatos” lett, különösen politikai vagy kulturális értelemben. Az Oxford English Dictionary szerint a legkorábbi ilyen használat egy 1962-es, If You’re Woke You Dig It („Ha woke vagy, érted”) című, a New York Times Magazine-ban megjelent cikkben található, amelyben az afroamerikai regényíró, William Melvin Kelley a fekete szleng fehér beatnikek általi átvételét írta le.
A woke kifejezés 1971-re további politikai töltetet kapott, amikor Barry Beckham Garvey Lives! című színdarabjában elhangzott ez a mondat: „Egész életemben aludtam. És most, hogy Mr. Garvey felébresztett, ébren maradok. És segítek neki felébreszteni más fekete embereket is.”

### 2008–2014: #Staywoke hashtag
A 2000-es évek végén és a 2010-es évek elején a woke szót vagy szó szerint az ébrenlétre használták, vagy szlengként a hűtlenség gyanújára. Ez utóbbi jelentést használta Childish Gambino énekes 2016-os Redbone című dala is. A 21. század első évtizedében a woke használata az előző jelentést kiegészítette azzal az új árnyalattal, hogy „ébernek lenni a társadalmi és/vagy faji megkülönböztetésre és igazságtalanságra”.

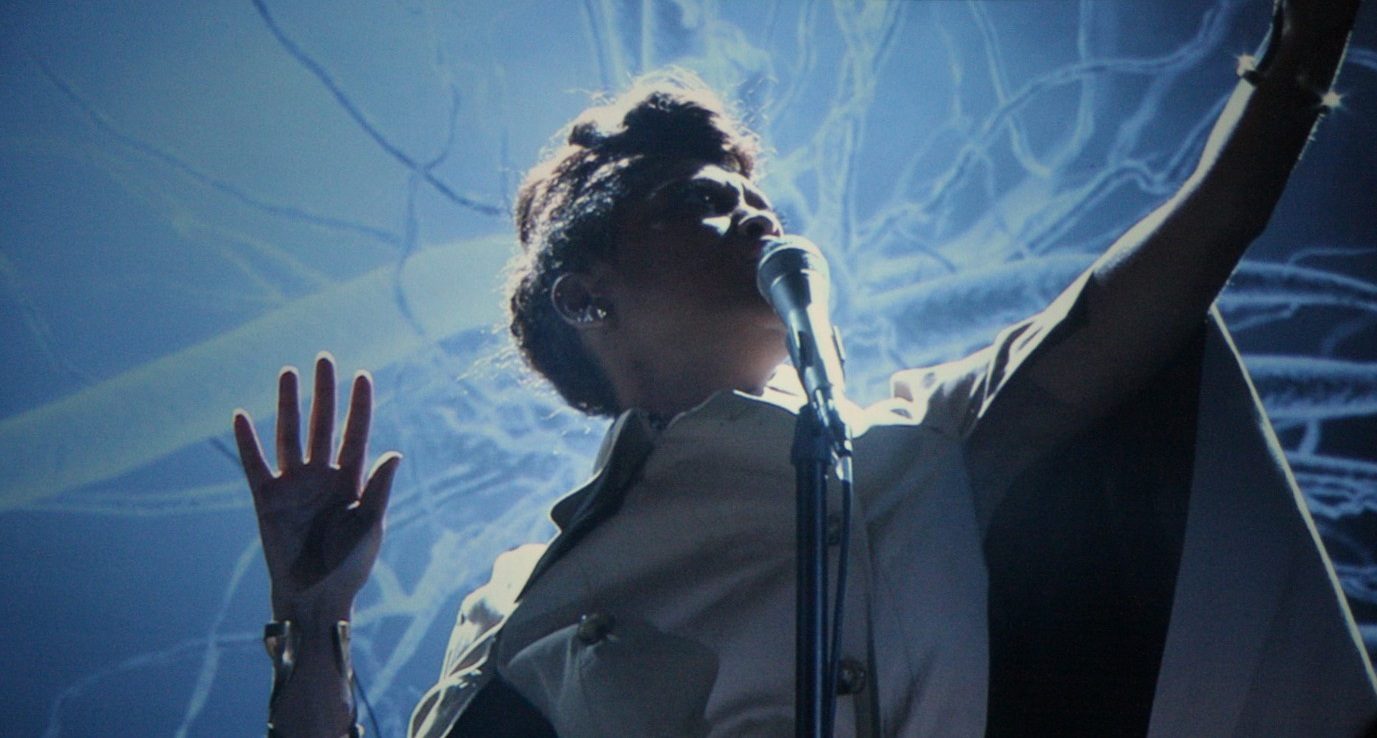
Az amerikai énekesnő Erykah Badu (a képen 2012-ben) 2008-as Master Teacher című dala tartalmazta a stay woke kifejezést.

Ezt a jelentést Erykah Badu Master Teacher című soul-dala tette népszerűvé a refrén révén: „I stay woke” („Ébren maradok”). A Merriam-Webster szótár a kifejezést Badu dalában úgy határozza meg, hogy „önmagára reflektáló, a domináns paradigmát megkérdőjelező, és valami jobbra törekvő”; bár a dal kontextusában még nem kapcsolódott kifejezetten az igazságossági ügyekhez, a Merriam-Webster a kifejezés dalbeli használatának tulajdonítja későbbi ilyen irányú jelentésbővülését.
A Master Teacher dalszerzője, Georgia Anne Muldrow, aki 2005-ben írta a dalt, az Okayplayer hír- és kultúraszerkesztőjének, Elijah Watsonnak elmondta, hogy amikor a New York Egyetemen jazzt tanult, a Stay woke kifejezést a harlemi alt-szaxofonos Lakecia Benjamintől tanulta. Benjamin azzal a jelentéssel használta, hogy próbál „stay woke” maradni fáradtság vagy unalom ellenére, „arról beszélve, hogyan próbált ébren maradni – szó szerint, hogy ne ájuljon el”. Muldrow ennek tiszteletére filctollal ráírta a stay woke szavakat egy pólóra, ami idővel önmaga keresésének folyamatára kezdett utalni (megkülönböztetve például a puszta személyes produktivitástól).

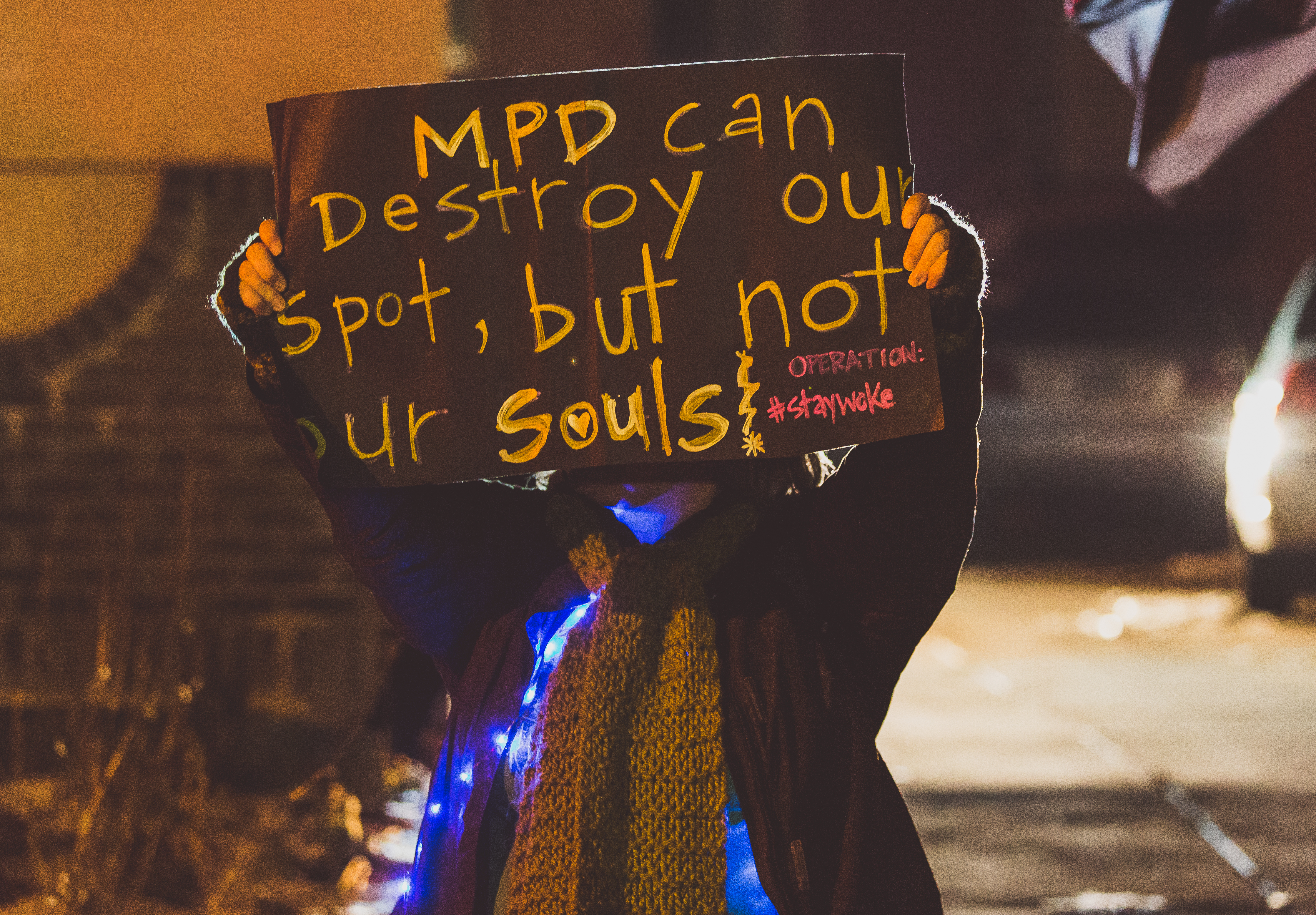
1. StayWoke hashtag egy táblán egy 2015. decemberi minneapolisi tüntetésen.

A The Economist szerint, ahogy a woke kifejezés és a #Staywoke hashtag terjedni kezdett az interneten, a szó „számos kérdésben, így a faji ügyekben is progresszív szemléletmód” jelzésévé vált. Egy tweetben, amelyben a 2012-ben bebörtönzött orosz feminista punk rock zenekarra, a Pussy Riotra utalt, Badu ezt írta: „Az igazsághoz nem kell hit. Maradj ébren. Figyelj alaposan. #FreePussyRiot” Ezt a Know Your Meme az egyik legelső példaként idézi a #Staywoke hashtag használatára.

### 2014–2015: Black Lives Matter

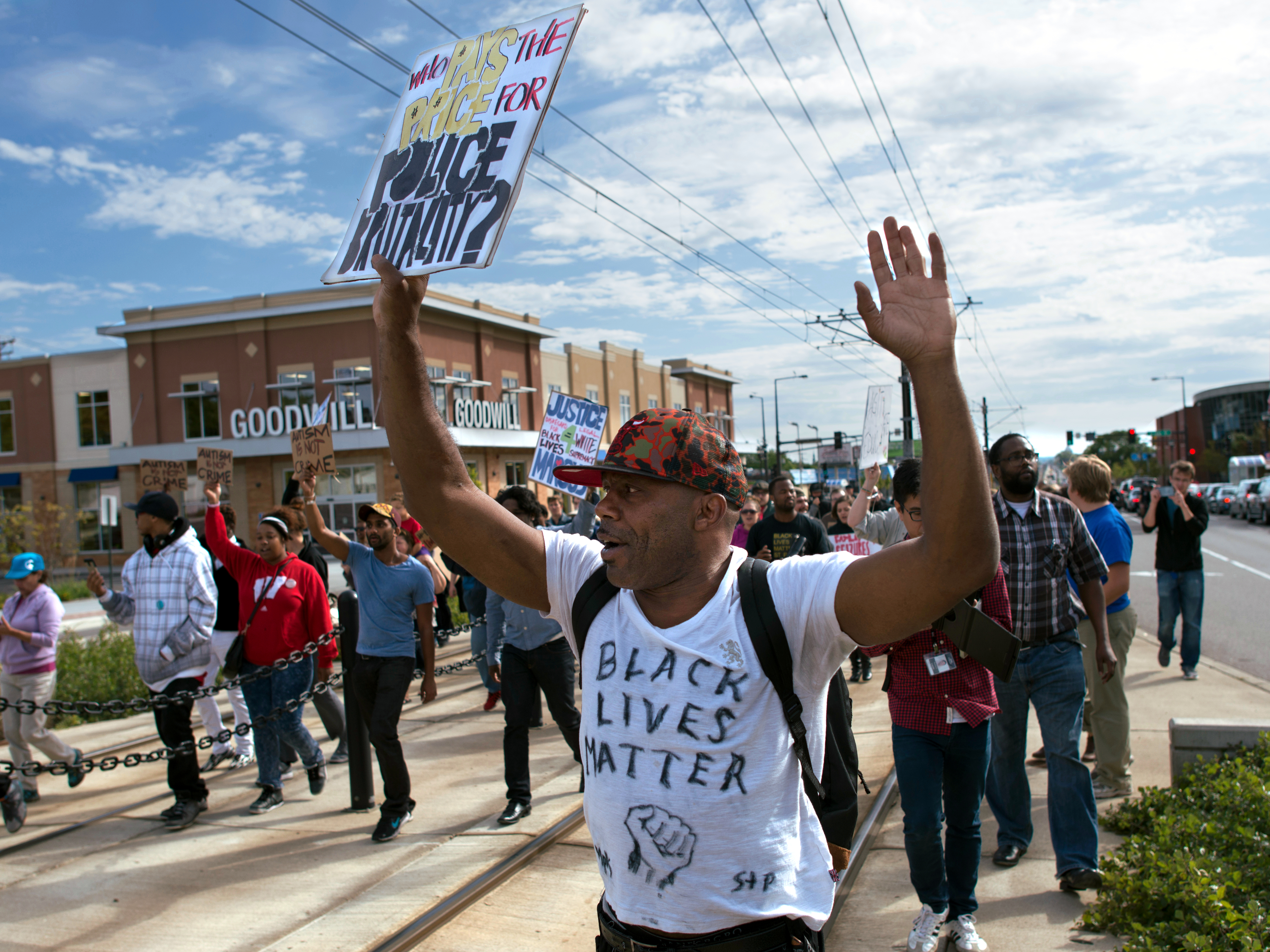
2015-ös tüntetés St. Paulban a Black Lives Matter támogatói részéről a rendőri brutalitás ellen.

Michael Brown 2014-es lelövése után a stay woke kifejezést a Black Lives Matter (BLM) mozgalom aktivistái használták arra, hogy felhívják a figyelmet a rendőrségi visszaélésekre. A Stay Woke című, a mozgalmat bemutató BET-dokumentumfilm 2016 májusában került adásba. A 2010-es évek során a woke (a wake szó köznyelvi, szenvedő szerkezetű múlt idejű melléknévi igenévi alakja) a BLM-aktivisták körében a „politikailag és társadalmilag tudatos” jelentést nyerte el.

### 2015–2019: A használat kiszélesedése
Bár a woke kifejezés kezdetben az afroamerikaiakat érintő faji előítéletek és diszkrimináció kérdéseire vonatkozott, idővel más célokat képviselő aktivista csoportok is átvették. Nincs egységesen elfogadott definíciója a szónak, de leginkább az identitással és fajjal kapcsolatos, progresszívek által képviselt elképzelésekkel hozták összefüggésbe, például a „fehér privilégium” fogalmával vagy az afroamerikaiaknak szánt rabszolgaságért járó kártérítéssel. Gordana Lazić kommunikációkutató szerint a woke „a társadalmi egyenlőtlenségek és igazságtalanságok fokozott tudatosítását” jelenti. A Vox újságírója, Aja Romano úgy írja le, hogy a woke „egyszavas összegzése lett a baloldali politikai ideológiának, amely a társadalmi igazságosság politikájára és a kritikus fajelméletre épül”. David Brooks publicista 2017-ben így fogalmazott: „Woke-nak lenni annyit tesz, mint radikálisan tudatosnak lenni és jogosan paranoiásnak. Tisztában lenni azzal a rothadással, amely áthatja a hatalmi struktúrákat.” Marcyliena Morgan szociológus a woke-ot a coollal állítja szembe a társadalmi igazságtalansággal szembeni méltóság megőrzésének kontextusában: „Míg a lazaság (coolness) mentes minden jelentéstől és értelmezéstől, és nem mutat különösebb tudatosságot, addig a woke nyíltan és közvetlenül szól az igazságtalanságról, rasszizmusról, szexizmusról stb.”
A woke kifejezés egyre elterjedtebb lett a Black Twitteren, az afroamerikai felhasználók Twitter-közösségében. André Brock, a Georgia Institute of Technology fekete digitális tanulmányok professzora szerint a kifejezés azért vált népszerűvé a Twitteren, mert rövidsége jól illeszkedett a platform 140 karakteres korlátjához. Charles Pulliam-Moore szerint a kifejezés már 2015-ben elkezdett átkerülni az általános internetes használatba. A stay woke kifejezés internetes mémmé vált, a woke Google-keresések száma pedig 2015-ben megugrott.

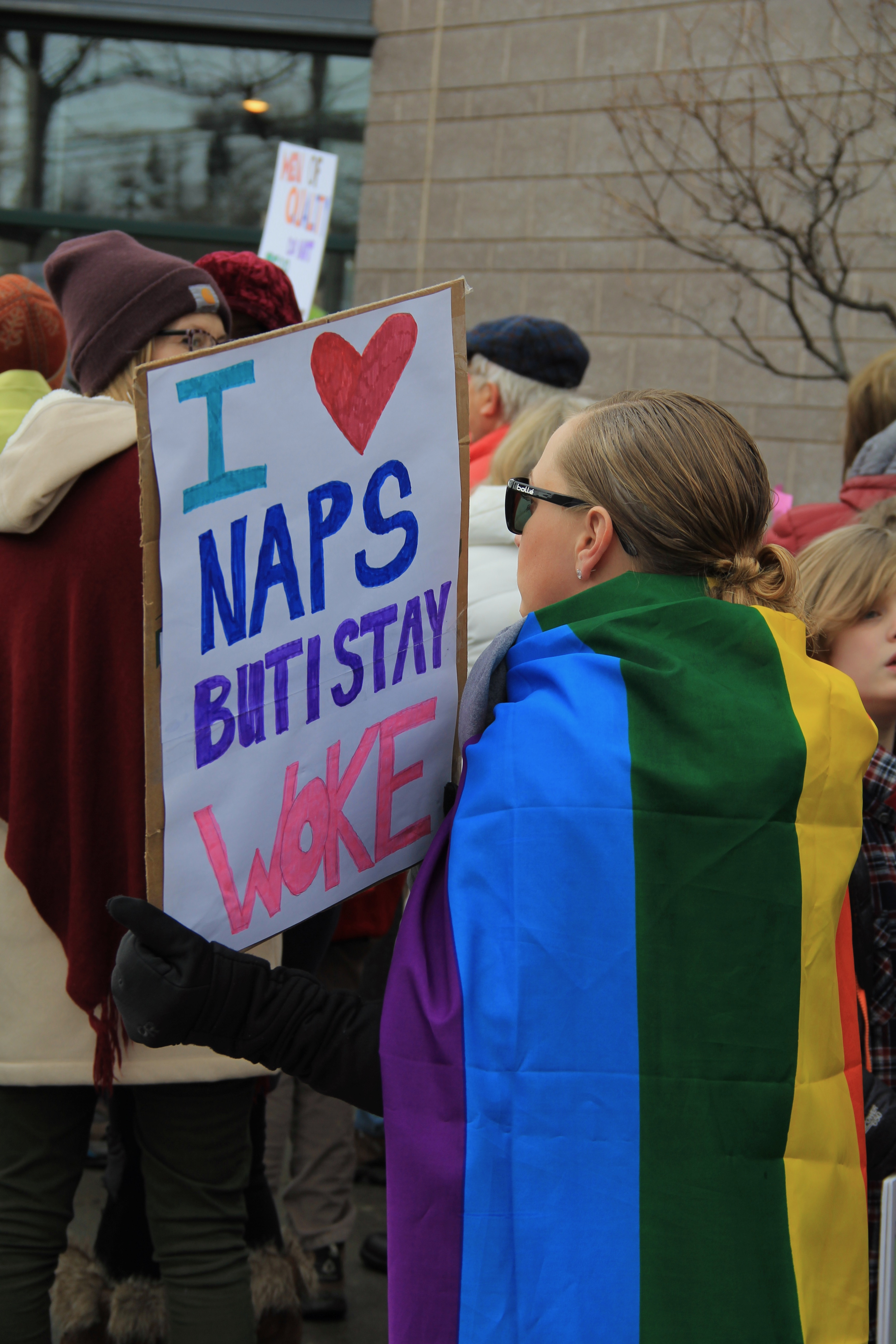
Tüntető a 2018-as Women’s March rendezvényen Missoulában, Montanában.

A kifejezés népszerűsége nőtt az amerikai baloldalon egyre erősebben érvényesülő progresszív fordulat közepette; ez részben reakció volt Donald Trump 2016-os megválasztására és jobboldali politikájára, de a faji diszkrimináció történelmi mértékének növekvő tudatosítására is. Perry Bacon Jr. szerint a „wokeness”-hez kapcsolódó elképzelések közé tartozik az amerikai kivételesség elutasítása; annak hite, hogy az Egyesült Államok sosem volt valódi demokrácia; hogy a színes bőrűeket rendszerszintű és intézményes rasszizmus sújtja; hogy a fehér amerikaiak fehér privilégiumot élveznek; hogy az afroamerikaiak kártérítést érdemelnek a rabszolgaságért és az azt követő diszkriminációért; hogy a faji csoportok közötti különbségek – például bizonyos szakmákban vagy iparágakban – automatikusan a diszkrimináció bizonyítékai; hogy az amerikai rendvédelmi szervek úgy vannak kialakítva, hogy diszkriminálják a színes bőrűeket, ezért meg kell őket fosztani a finanszírozástól, fel kell oszlatni vagy alaposan meg kell reformálni; hogy a nők rendszerszintű szexizmus áldozatai; hogy az egyének bármelyik nemmel, vagy egyikkel sem azonosulhatnak; hogy az amerikai kapitalizmus mélyen hibás; és hogy Trump elnökké választása nem volt véletlen kisiklás, hanem a színes bőrűekkel szembeni előítéletek tükre, amelyet az amerikai lakosság nagy része hordoz. Bár ezek az elképzelések egyre inkább elfogadottá váltak az amerikai baloldal nagy részében, összességében még mindig népszerűtlenek voltak az amerikai társadalom egészében, valamint a Demokrata Párt más, különösen centristább részeiben.

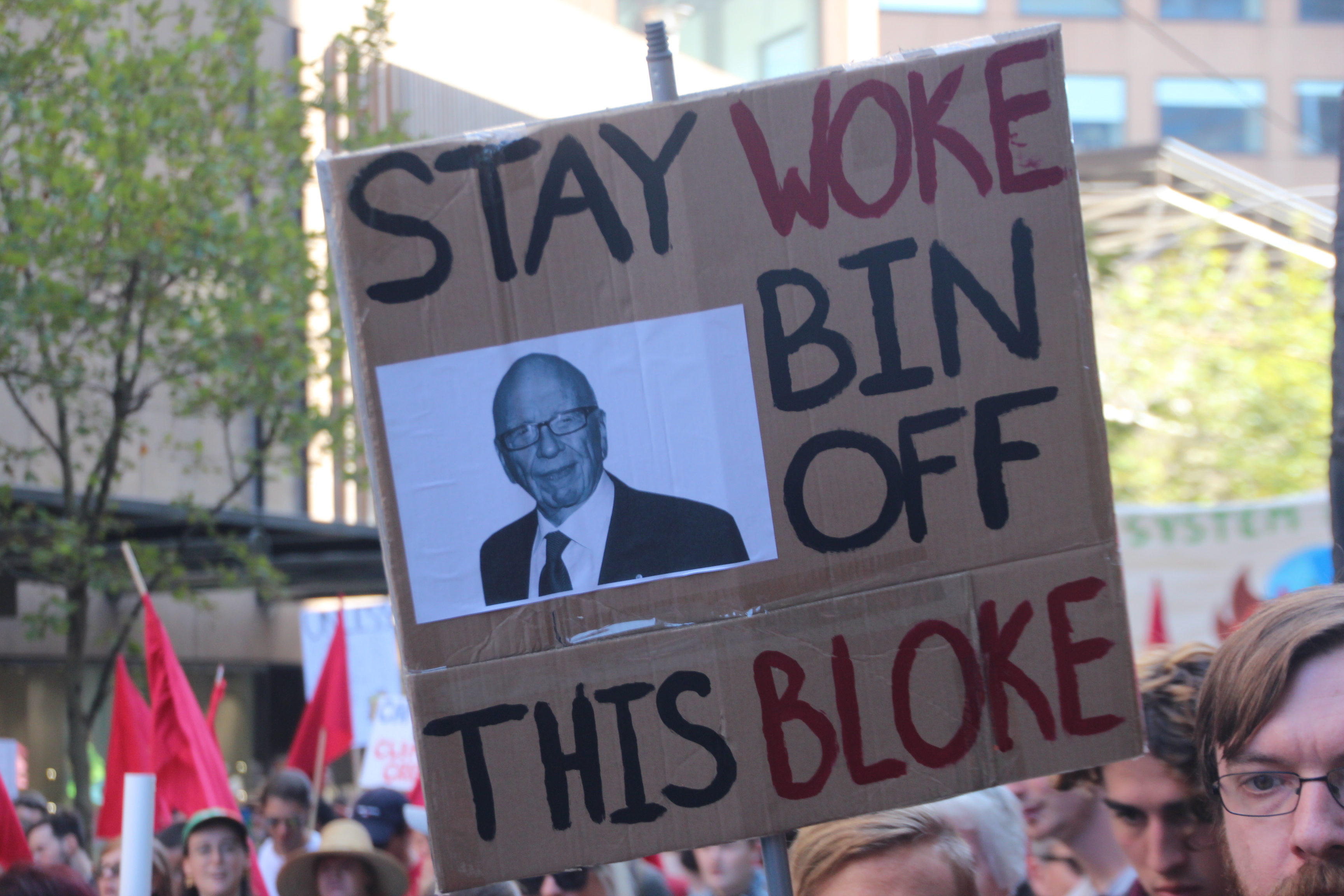
Rupert Murdoch médiamágnást kritizáló transzparens egy környezetvédelmi tüntetésen Melbourne-ben, Ausztráliában, 2020-ban.

A kifejezést egyre inkább a millenniumi generációval és a Z generációval azonosították. A Les Echos a woke-ot azon kifejezések közé sorolja, amelyeket a Z generáció vett át, és amelyek „társadalmi fordulópontot” jeleznek Franciaországban. 2016 májusában az MTV News a woke-ot azon tíz szó közé sorolta, amelyeket a tinédzsereknek „ismerniük kell 2016-ban”. Az American Dialect Society 2017-ben a woke-ot az év szlengszavának választotta. Ugyanebben az évben a kifejezés bekerült az Oxford English Dictionary szótárba is. 2019-re a woke kifejezést egyre gyakrabban használták ironikus értelemben, ahogy az tükröződik Andrew Doyle (Titania McGrath írói álnéven) Woke című könyvében és Brendan O’Neill Anti-Woke című művében. 2022-re a kifejezés használata túllépett az Egyesült Államokon, és Európában is a jobboldali politikai szereplők kritikájának célpontjává vált.

### 2019–napjaink: Pejoratív értelemben
2019-re a progresszív társadalmi mozgalmak ellenzői a kifejezést gúnyosan vagy szarkasztikusan kezdték használni, azt sugallva, hogy a „wokeness” nem más, mint a performatív aktivizmus őszintétlen formája. A jobboldal ironikusan használja a woke szót, hogy kigúnyolja a vélt baloldali „társadalmi igazság harcosokat” (social justice warriors) és „hópihe” embereket (snowflakes), összekapcsolva ezt a Millenniumi és Z generáció kigúnyolásával. Néhány baloldali, például Daniel Bernabé író és Susan Neiman filozófus, a „wokeness”-t olyan törzsi gondolkodásként bírálja, amely megosztja a munkásosztályt és eltereli a figyelmet az egyetemes osztályharcról.
A performative wokeness kifejezést olyan közösségimédia-tevékenységre használják, amelyet öncélú és felszínes aktivizmusnak tartanak, vagyis „kanapén ülős aktivizmusnak” (slacktivism). Steven Poole brit újságíró megjegyzi, hogy a woke kifejezést gyakran arra használják, hogy kigúnyolják a „túlságosan igazságos liberális” attitűdöt. A The Economist szerint a woke pejoratív értelme „egy intoleráns és moralizáló ideológia követését” jelenti.

## Kritikája
John McWhorter amerikai nyelvészprofesszor szerint a wokeness ideológia időközben egyfajta vallássá változott és a rasszizmus elleni küzdelemben inkább árt, mint használ.
Barack Obama az Obama Alapítvány 2019-es csúcstalálkozóján a következőket mondta: “Ez a tisztaság eszméje, meg hogy soha ne kössünk kompromisszumokat, és hogy politikailag ’éberek’ legyünk, meg minden... Gyorsan túl kellene esni ezen. A világ zűrzavaros, vannak kétértelműségek. Akik igazán jó dolgokat tesznek, azoknak vannak hibáik. Azok az emberek, akik ellen harcolsz, talán szeretik a gyerekeiket, és lehetnek bizonyos közös dolgaik veled. És arra a veszélye gondolok, amit a fiatalokban látok, főleg az egyetemeken. […] Néha úgy érzem, hogy bizonyos fiatalok azt hiszik - és ezt a közösségi média csak fokozza -, hogy úgy tudnak változást elérni, ha a lehető legkeményebben elítélnek másokat, és hogy ez elég. Mintha a Twitteren vagy egy hashtaggel posztolnám, hogy valamit nem jól csináltál, vagy rossz igét használtál, aztán hátradőlnék és jól érezném magam. Mert: ’Ember, láttad, milyen éber voltam? Lebuktattalak!’ […] Tudod, ez nem aktivizmus. Ez nem hoz változást. Ha minden, amit csinálsz, csak az, hogy köveket dobálsz, valószínűleg nem fogsz elérni semmit. Ezt könnyű megtenni.”
Az ír drámaíró, újságíró és politikai szatirikus Andrew Doyle  szerint a Woke a 17. századbeli angol puritanizmus egyfajta reinkarnációja: egy  vallás, amely az erkölcsi tisztaság nagyszabású igényeit támasztja, és nem tűri az ellenvéleményt. Híveinek eltökélt szándéka, hogy a  társadalmat saját meggyőződésüknek megfelelően átalakítsák, a másképp gondolkodókat (az eretnekeket) pedig a „cancel culture” néven ismertté vált módszerrel gyökerestül kiirtsák. Titania McGrath álnéven kiadott két e tárgyú szatírája közül a Woke magyarul is megjelent.